# Bepop
Bepop je prva slovenska skupina, ki je bila izbrana v licenčnem resničnostnem šovu Popstars (Kanal A, januar - junij 2002). Ime skupine so člani izbrali na podlagi nagradne igre, kjer so oboževalci pisali predloge za ime. Izbranih je bilo 5 članov: 22-letna Tinkara Zorec (sedaj Fortuna) iz Celja, 19-letna Alenka Husič iz Ormoža, 23-letni Simon Meglič iz Tržiča, 20-letna Ana Praznik iz Zagorja ob Savi in 17-letni Nejc Erazem z Mirne.

## Člani
| # zasedba | Leto                           | Ženski vokal #1 | Ženski vokal #2              | Ženski vokal #3 | Moški vokal #1 | Moški vokal #2 |
| --------- | ------------------------------ | --------------- | ---------------------------- | --------------- | -------------- | -------------- |
| 1         | Popstars 2002–20. 9. 2002      | Ana Praznik     | Tinkara Fortuna (prej Zorec) | Alenka Husič    | Simon Meglić   | Nejc Erazem    |
| 2         | 20. 9. 2002–avgust 2005 / 2017 | Ana Praznik     | Tinkara Fortuna (prej Zorec) | Alenka Husič    | Simon Meglić   | /              |
| 3         | 21. 9. 2019–                   | Ana Praznik     | Tinkara Fortuna (prej Zorec) | Alenka Husič    | /              | /              |

## Opis
Njihova prva pesem je bila "Moje sonce". Izšla je v drugi polovici junija 2002 in nemudoma postala hit, ki se je celo poletje vrtel po vseh radijskih postajah. Videospot zanjo so posneli na hrvaškem Krku.
Svoj drugi singel "Odpelji me" so predstavili 15. septembra 2002 na izboru za miss Slovenije, videospot za to pesem pa so posneli na Krasu. Njihov prvi album Bodi zvezda je izšel 16. septembra 2002. Štiri dni kasneje, 20. septembra 2002, se je smrtno ponesrečil najmlajši član skupine, Nejc Erazem. Kot motorist je bil udeležen v prometni nesreči in kljub temu, da sam ni storil nobenega prekrška, je štiri ure po nesreči v novomeški bolnišnici umrl. Na pogreb je prišlo več kot 150 ljudi, večina izmed njih so bili goreči oboževalci skupine in predvsem mladega pevca, ki se na šov zaradi svoje mladoletnosti sploh ne bi smel prijaviti, a so zanj naredili izjemo, saj so v njem prepoznali potencial.
Skupini Bepop je založba Menart po tragediji ponudila tri možnosti. Lahko bi končali svojo pot, lahko bi nadaljevali z enim izmed izpadlih tekmovalcev iz šova Popstars ali pa bi ostali le štirje. Člani so se soglasno odločili za slednjo možnost. Nejčeve dele v pesmi so si razdelili, le Nejčev solo v njihovi največji uspešnici "Moje sonce" so vedno prepustili oboževalcem.

### Popstars turneji
V novembru in decembru 2002 so obiskali večja slovenska mesta v sklopu svoje prve koncertne turneje Popstars Tour 2002. Spremljali sta jih skupini Power Dancers in Game Over ter pevec Sebastian. Udeležba na vseh koncertih je bila prav zaradi izjemne priljubljenosti vseh nastopajočih velikanska. Turnejo so tudi snemali in jo na silvestrovo istega leta v celoti predvajali na Kanalu A, izrezke s koncerta pa so uporabili tudi za videospot za pesem "Bodi zvezda".
Turnejo so ponovili leta 2003. Na njej so znova sodelovali Game Over, povabili pa so tudi dekliško skupino Unique, ki je maja 2003 zmagala v drugi sezoni šova Popstars, in še eno dekliško skupino, B.B.T., ki so jo sestavljala tri dekleta, ki so prav tako tekmovala v drugi sezoni tega šova, a so izpadla v top 17 oz. top 9. Založba Menart je k sodelovanju spodbudila tudi svojo hrvaško varovanko, pop pevko Claudio Beni. Uspeh druge turneje je bil nekoliko manjši kot leto poprej.

### EMA
Istega leta so se prijavili na EMO s pesmijo "Ne sekiraj se", in čeprav so pri telefonskem glasovanju dobili največje število glasov, niso napredovali v finale, saj jim strokovna žirija ni namenila niti ene točke.

## Albumi
- 2002: Bodi zvezda
- 2003: Zapleši z nami
- 2004: Bepop
- 2004: Božič je

### Prvi
Kmalu po nastanku so izdali svoj prvi album Bodi zvezda, ki je eden najbolj prodajanih glasbenih albumov v zgodovini slovenske glasbe. Na albumu so bile pesmi: 
| #   | Naslov                          |
| --- | ------------------------------- |
| 1.  | Odpelji me                      |
| 2.  | Bodi zvezda                     |
| 3.  | Moje sonce                      |
| 4.  | Ljubi me                        |
| 5.  | Zdaj, ko si tu                  |
| 6.  | Lahko ti priznam                |
| 7.  | Sprosti se                      |
| 8.  | DJ! Hočem še                    |
| 9.  | Angeli s teboj                  |
| 10. | Lahko ti priznam (Loop verzija) |

### Drugi
Junija 2003, točno 9 mesecev po izdaji prvega albuma, so izdali nov CD Zapleši z nami. Presenetili so z energično zgoščenko, ves CD pa je bil predstavljen v živi oranžni barvi.  Na CD-ju so bile pesmi:
| #  | Naslov           |
| -- | ---------------- |
| 1. | Zapleši z nami   |
| 2. | Ne sekiraj se    |
| 3. | Brez tebe        |
| 4. | Vroč poljub      |
| 5. | Ukradem ti srce  |
| 6. | Hej, ti!         |
| 7. | Prava pot        |
| 8. | Lokomotiva       |
| 9. | Ljubim življenje |

Za pesem "Zapleši z nami", ki je bila uradni singel ob izidu albuma, so videospot posneli na Solinah. Posneli so še videospot za pesem "Lokomotiva", pri snemanju katerega so lahko sodelovali tudi oboževalci. Videospot je bil posnet na vlaku med vožnjo po celi Sloveniji. Za ta CD je nekaj besedil že napisal član skupine Simon Meglič, pri pesmi "Ukradem ti srce" pa sta mu pomagala sočlanica Alenka Husič in njen takratni fant. Pesem "Brez tebe" naj bi bila posvečena umrlemu članu skupine Nejcu Erazmu.

### Tretji
Za tretji album so si vzeli več časa. Najprej so se posvetili koncertiranju, potem so skupaj z ZOO Ljubljana organizirali dobrodelno akcijo, s katero so v ZOO pripeljali novo žirafo. Po novem letu so se končno začeli posvečati novemu albumu, ki bi moral iziti maja 2004, a so izid prestavili na zadnji teden v avgustu istega leta. V maju je izšel prvi singel z novega albuma "Komaj čakam", za katerega so videospot posneli v Portorožu in Piranu. Njihov sledeči singel, ki so ga predstavili v septembru 2004, je bil "Le ti", ki so ga snemali na tematiko Divjega zahoda. Na tretji album, ki ga je skoraj v celoti napisal Simon Meglič, so uvrstili pesmi:
| #   | Naslov             |
| --- | ------------------ |
| 1.  | Le ti              |
| 2.  | Komaj čakam        |
| 3.  | Nočem drugam       |
| 4.  | Dotik              |
| 5.  | Roke gor           |
| 6.  | Lebdim             |
| 7.  | Vodi me mladost    |
| 8.  | Ljubezni ni preveč |
| 9.  | Ni še čas          |
| 10. | Bepop              |

### Božični album
V božičnem času so izdali božični CD s priredbami znanih božičnih pesmi, zraven pa so povabili tudi nekaj znanih imen slovenske pevske estrade. Zapeli so tudi svojo pesem z naslovom "Božič je". 
| #  | Naslov                                 |
| -- | -------------------------------------- |
| 1. | Na božično noč                         |
| 2. | Bela snežinka                          |
| 3. | Sveta noč - feat. Anja Burnik (flavta) |
| 4. | Božič je                               |
| 5. | Jingle Bells - feat. Invite            |
| 6. | O sveta noč - feat. Matjaž Robavs      |
| 7. | Glej, zvezdice božje - feat. Slapovi   |
| 8. | Ni še čas - božična verzija            |
| 9. | Silvestrski poljub - feat. Alfi Nipič  |

## Razpad skupine
Poleti leta 2005 so kot po navadi na tržišče poslali poletno obarvano pesem, tokrat je šlo za priredbo starega hita Prisluhni školjki. V tistem času so nameravali začeti delati na četrtem studijskem albumu, a je ravno takrat članica skupine Tinkara Zorec zaradi nosečnosti sklenila oditi na porodniški dopust.
Bepopovci so najprej izjavili, da bodo naredili le pavzo zaradi Tinkarine takratne nosečnosti. Čez nekaj mesecev pa so se začele pojavljati govorice, da so se odločili, da spremenijo tako stil glasbe kot tudi založbo in da bodo zato spremenili tudi ime skupine, a do tega nadaljevanja ni prišlo.
Skupina torej ni uradno razpadla, s skupnim pojavljanjem v medijih in nastopanjem pa so končali avgusta 2005. Zasebno so še zmeraj ostali prijatelji.

## Vrnitev
Skupaj so ponovno nastopili 25. marca 2017 v klubu Cirkus na praznovanju 15. obletnice revije Nova (kar sovpada tudi s 15-letnico nastanka skupine). Zapeli so pesmi Odpelji me in Moje sonce. 2. oktobra so nastopili kot gostje na vseštudentskem spoznavnem žuru v Cvetličarni v Ljubljani. Oba dogodka sta bila označena le kot nekaj priložnostnega in takrat se niso preveč posvečali nadaljevanju, šlo je za obujanje nostalgije.
Septembra 2019 je skupina Bepop napovedala svojo uradno vrnitev na glasbene odre kot ženski trio, torej brez Simona Megliča, z novim imenom Bepop Ladies.
Novi singli:
| Daj se nasmej (2020)                                   |
| Daj se nasmej - remix (2020)                           |
| Ženska feat. Rebeka Dremelj (2021)                     |
| Verjamem v dobre ljudi (2021)                          |
| Brez kril (2022)                                       |
| Moje sonce feat. Eva Erazem - akustična verzija (2022) |
| Dlan v dlan (2023)                                     |

## Nagrade
Leta 2002 so prejeli viktorja popularnosti za najboljšega glasbenega izvajalca.